# حكر بيت عتق
حكر بيت عتق قرية سورية تتبع ناحية عين حلاقيم في منطقة مصياف في محافظة حماة. بلغ عدد سكانها 336 نسمة في عام 2004 حسب إحصاء المكتب المركزي للإحصاء.

## وصلات خارجية
- الوحدات الإدارية في محافظة حماة نسخة محفوظة 18 أبريل 2019 على موقع واي باك مشين.